# Papilio peranthus
Papilio peranthus är en fjärilsart som beskrevs av Fabricius 1787. Papilio peranthus ingår i släktet Papilio och familjen riddarfjärilar. Inga underarter finns listade i Catalogue of Life.

## Bildgalleri

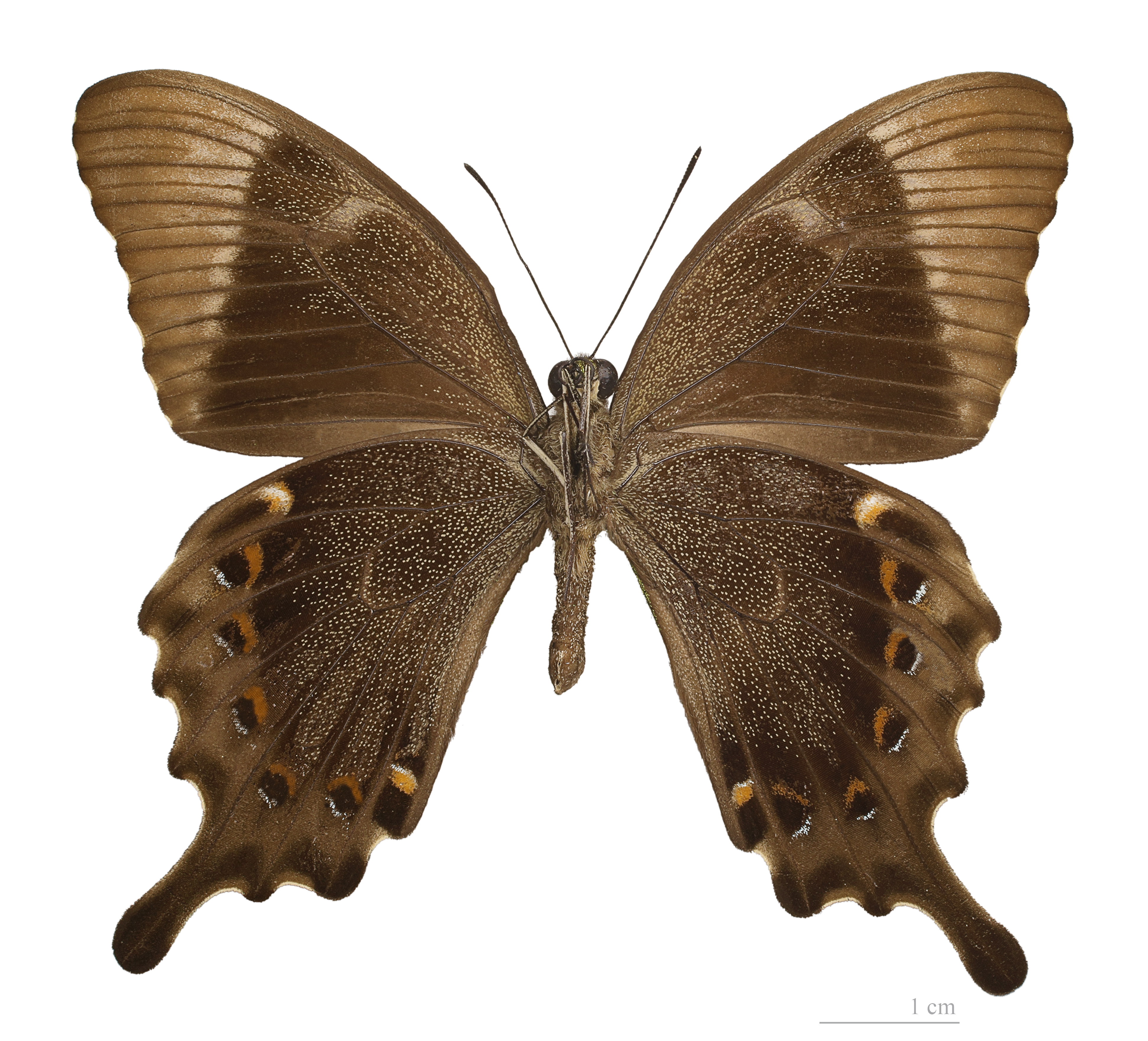